# Yue Chongdai
Yue Chongdai 岳崇岱 (* 1888; † 1958) war ein chinesischer Daoist aus der Drachentor-Schule des Quanzhen-Daoismus sowie Daoismusforscher. Er war der erste Präsident der Chinesischen Daoistischen Gesellschaft (Zhongguo daojiao xiehui).